# Чуфаров, Григорий Иванович
Григо́рий Ива́нович Чуфа́ров (1900—1984) — советский хозяйственный, государственный и политический деятель. Член-корреспондент АН СССР с 23 октября 1953 года по Отделению химических наук (физическая химия). Член ВКП(б) с 1939 года.

## Биография
Родился 1 (14) ноября 1900 года на Каслинском заводе.
Участник Гражданской войны в России. Служил рядовым в Белой (1918), затем в Красной (1918—1920) армии.
Окончил химико-металлургический факультет Уральского политехнического института (1928), работал там же.
С 1930 года — на хозяйственной, общественной и политической работе. В 1931—1936 годах — научный руководитель Уральского НИИ физической химии, до 1933 года также работал в Уральском строительном институте. Заведующий лабораторией, заместитель директора Уральского физико-химического института.
Доктор химических наук (1938), профессор (1938).
Директор Института химии Уральского филиала АН СССР (1939—1946). Ректор Уральского государственного университета (1946—1956).
Заведующий лабораторией (1956—1974), с 1967 года заместитель директора по научной работе Института металлургии УНЦ АН СССР, с 1975 года консультант там же.
Избирался депутатом Свердловского городского и областного советов, Верховного Совета СССР 4-го созыва. Председатель Свердловского областного комитета защиты мира.
Умер 1 февраля 1984 года в Свердловске, похоронен на Широкореченском кладбище.
Сын Владимир (1933—1995) — историк.

## Научная деятельность
Специалист в области химии и термодинамики металлургических процессов. Изучал кинетику и механизм восстановления и диссоциации оксидов металлов, разработал адсорбционно-каталитическую теорию их восстановления. Выполнил исследования, связанные с переработкой Соликамских калийно-магниевых солей (1928—1930); разработал способы гидролиза хлорида магния. Исследовал химизм горячего лужения и цинкования металлов и травления металлов кислотами; установил возможность ингибирования этого процесса (1930—1932). Исследовал кинетические закономерности обезуглероживания трансформаторной стали. Изучал физико-химические свойства ферритов, манганитов и других сложных оксидов.
Автор около 50 публикаций, в том числе 3 монографий по физической химии металлургических процессов и химии твёрдого тела. Основные работы:
- Термодинамика процессов восстановления окислов металлов. — М., 1970 (в соавт. с А. Н. Мень);
- Кристаллохимия и термодинамика взаимодействия дефектов. — М., 1973 (в соавт.)[уточнить];
- Физико-химические свойства нестехиометрических окислов. — Л., 1973 (в соавт.)